# Отен
Оте́н (фр. Autun) — муніципалітет у Франції, у регіоні Бургундія-Франш-Конте, департамент Сона і Луара. Населення — 13 145 осіб (01.01.2021).
Муніципалітет розміщений на відстані близько 260 км на південний схід від Парижа, 70 км на південний захід від Діжона, 85 км на північний захід від Макона.
Заснований римлянами як галло-римська столиця едуїв Августодун на початку правління імператора Августа.

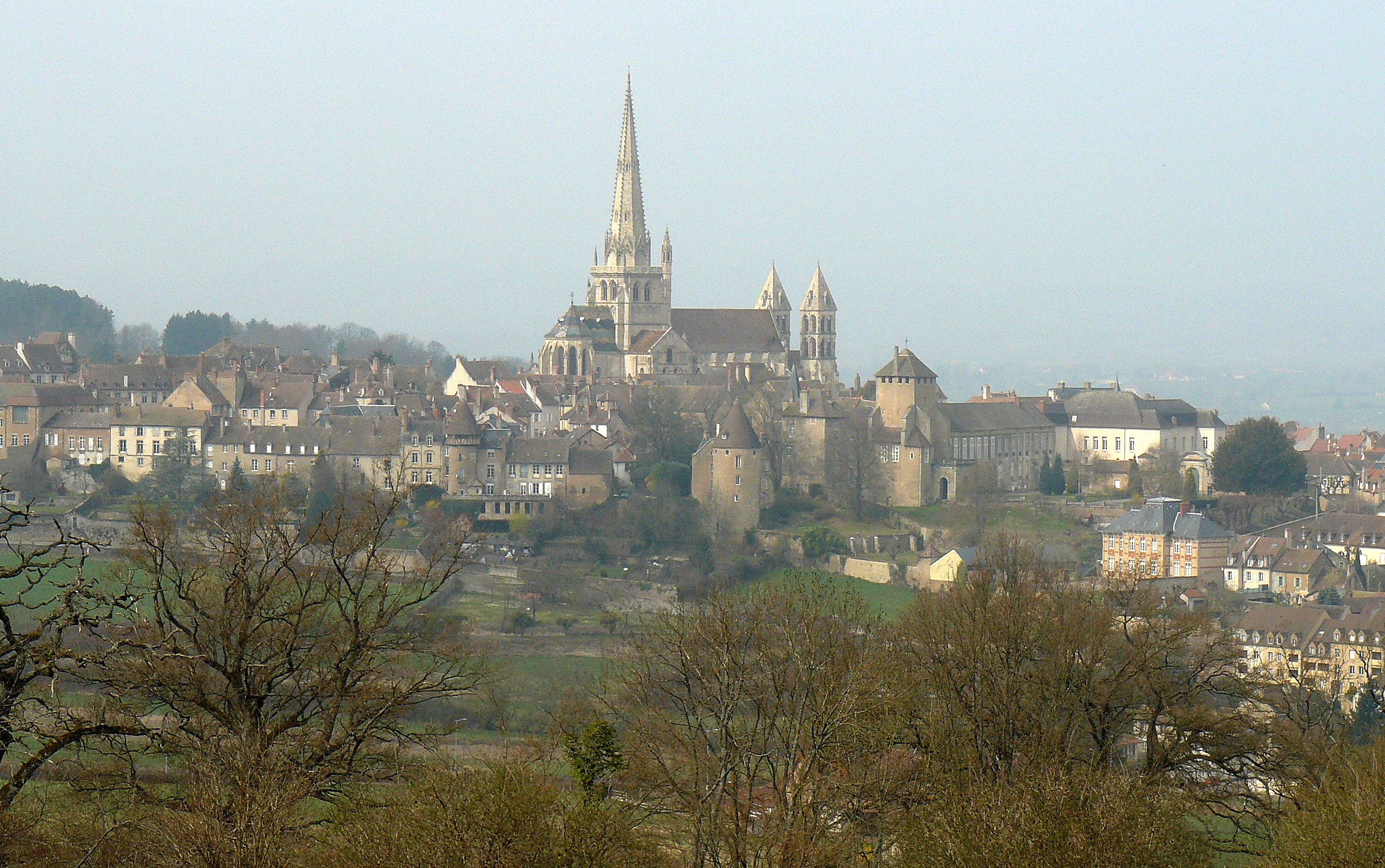

## Демографія
Динаміка населення (Cassini і INSEE ):
Розподіл населення за віком та статтю (2006):
| Стать | Всього | До 15 років | 15-24 | 25-44 | 45-64 | 65-85 | Понад 85 |
| --- | ------ | ----------- | ----- | ----- | ----- | ----- | -------- |
| Чоловіки | 6956   | 1185        | 966   | 1493  | 1865  | 1283  | 164      |
| Жінки | 7843   | 1044        | 776   | 1681  | 2013  | 1831  | 498      |
| \| Статево-вікова піраміда \| Статево-вікова піраміда \| Статево-вікова піраміда \| \| ----------------------- \| ----------------------- \| ----------------------- \| \| Чоловіки \| Вік \| Жінки \| \| 164 \| 85 + \| 498 \| \| 245 \| 80-84 \| 394 \| \| 263 \| 75-79 \| 479 \| \| 386 \| 70-74 \| 463 \| \| 389 \| 65-69 \| 495 \| \| 394 \| 60-64 \| 440 \| \| 425 \| 55-59 \| 544 \| \| 524 \| 50-54 \| 510 \| \| 522 \| 45-49 \| 519 \| \| 473 \| 40-44 \| 554 \| \| 394 \| 35-39 \| 455 \| \| 360 \| 30-34 \| 362 \| \| 266 \| 25-29 \| 310 \| \| 423 \| 20-24 \| 342 \| \| 543 \| 15-20 \| 434 \| \| 467 \| 10-14 \| 344 \| \| 368 \| 5-9 \| 406 \| \| 350 \| 0-4 \| 294 \| |        |             |       |       |       |       |          |
| Статево-вікова піраміда |        |             |       |       |       |       |          |
| Чоловіки | Вік    | Жінки       |       |       |       |       |          |
| 164 | 85 +   | 498         |       |       |       |       |          |
| 245 | 80-84  | 394         |       |       |       |       |          |
| 263 | 75-79  | 479         |       |       |       |       |          |
| 386 | 70-74  | 463         |       |       |       |       |          |
| 389 | 65-69  | 495         |       |       |       |       |          |
| 394 | 60-64  | 440         |       |       |       |       |          |
| 425 | 55-59  | 544         |       |       |       |       |          |
| 524 | 50-54  | 510         |       |       |       |       |          |
| 522 | 45-49  | 519         |       |       |       |       |          |
| 473 | 40-44  | 554         |       |       |       |       |          |
| 394 | 35-39  | 455         |       |       |       |       |          |
| 360 | 30-34  | 362         |       |       |       |       |          |
| 266 | 25-29  | 310         |       |       |       |       |          |
| 423 | 20-24  | 342         |       |       |       |       |          |
| 543 | 15-20  | 434         |       |       |       |       |          |
| 467 | 10-14  | 344         |       |       |       |       |          |
| 368 | 5-9    | 406         |       |       |       |       |          |
| 350 | 0-4    | 294         |       |       |       |       |          |

## Економіка
2010 року серед 8178 осіб працездатного віку (15—64 років) 5649 були активними, 2529 — неактивними (показник активності 69,1%, у 1999 році було 69,9%). З 5649 активних мешканців працювали 4894 особи (2526 чоловіків та 2368 жінок), безробітними було 755 (382 чоловіки та 373 жінки). Серед 2529 неактивних 815 осіб було учнями чи студентами, 834 — пенсіонерами, 880 були неактивними з інших причин.

У 2010 році в муніципалітеті налічувалось 6735 оподаткованих домогосподарств, у яких проживали 13870,5 особи, медіана доходів виносила 16 483 євро на одного особоспоживача

## Галерея зображень

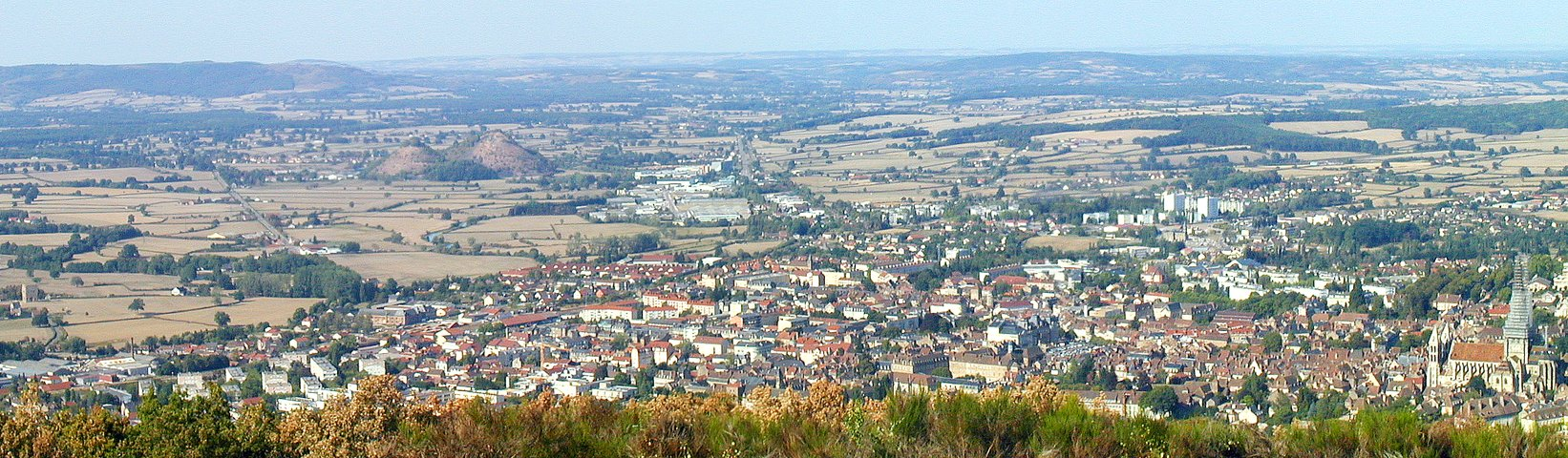
Панорама Отена

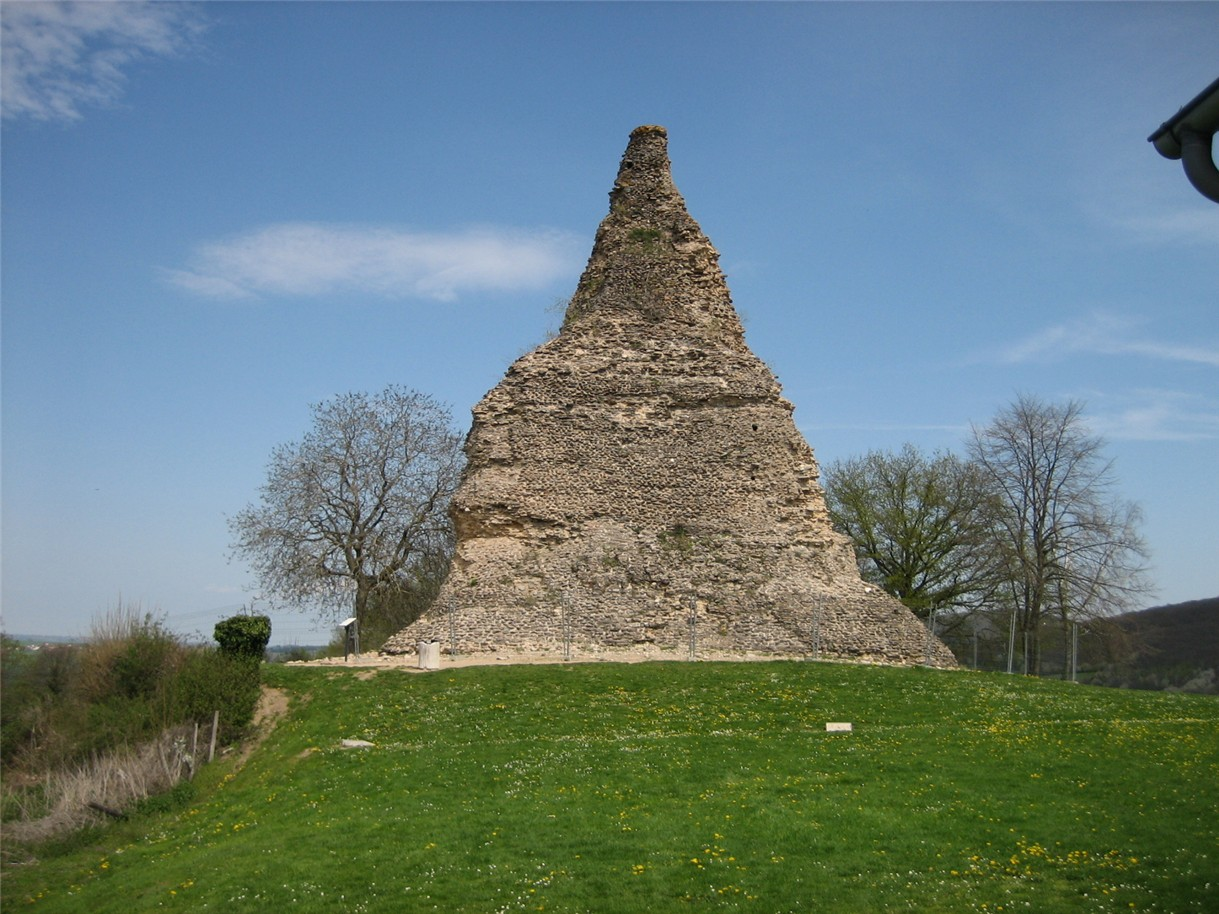
Піраміда Куара, 1 ст. н. е.
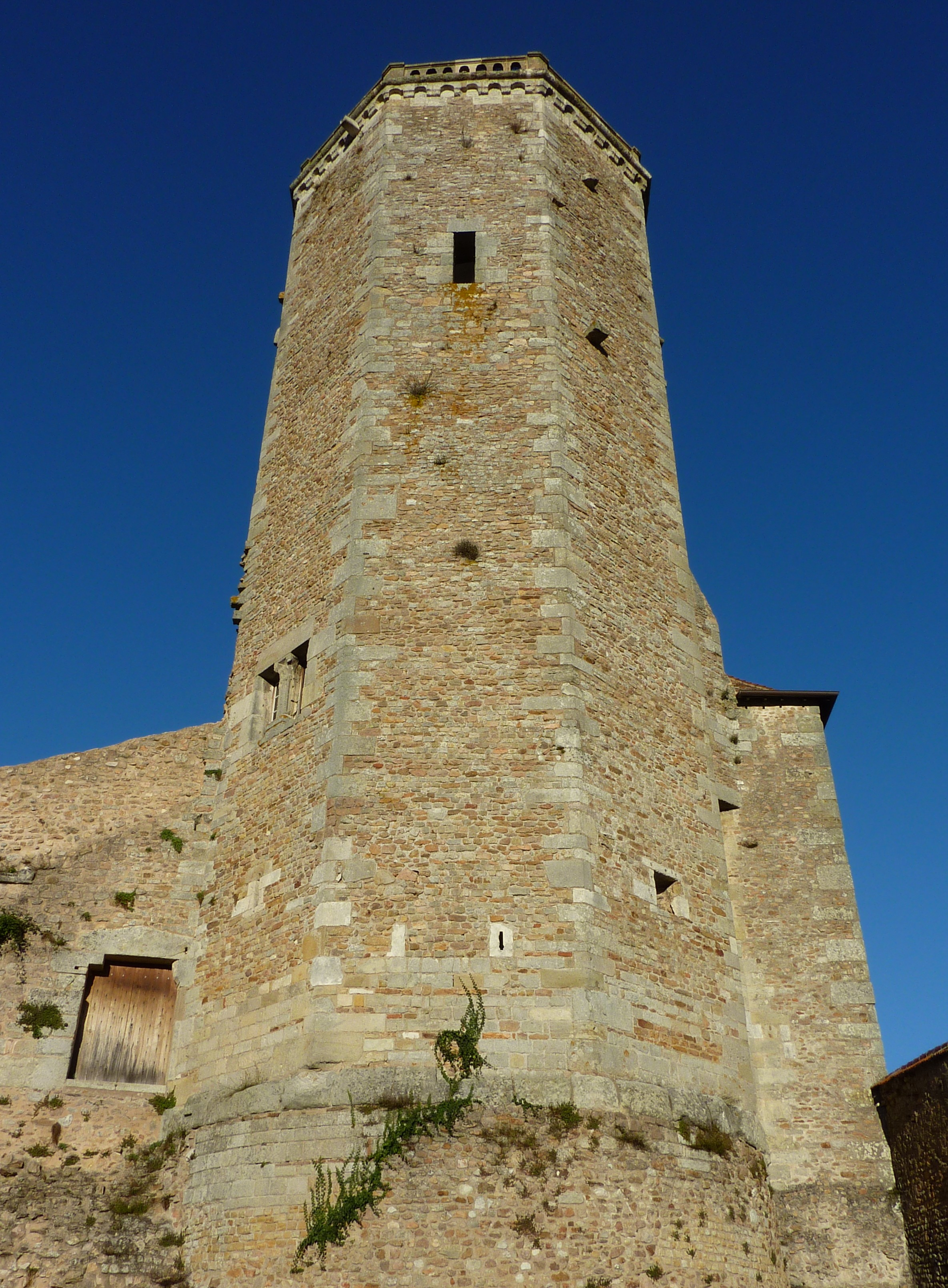
Римські мури: Вежа Урсулинок
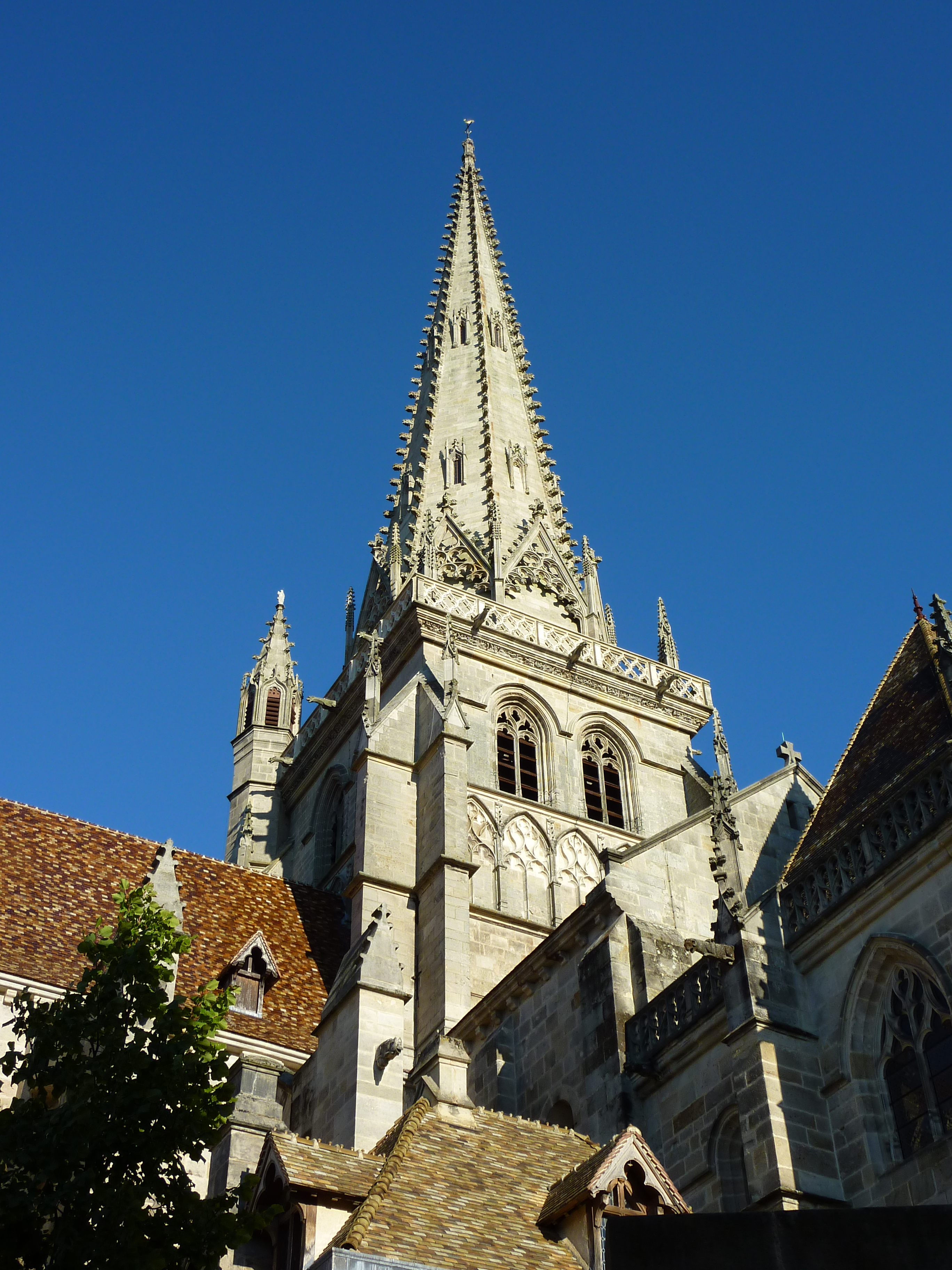
Дзвіниця собору Сен-Лазар
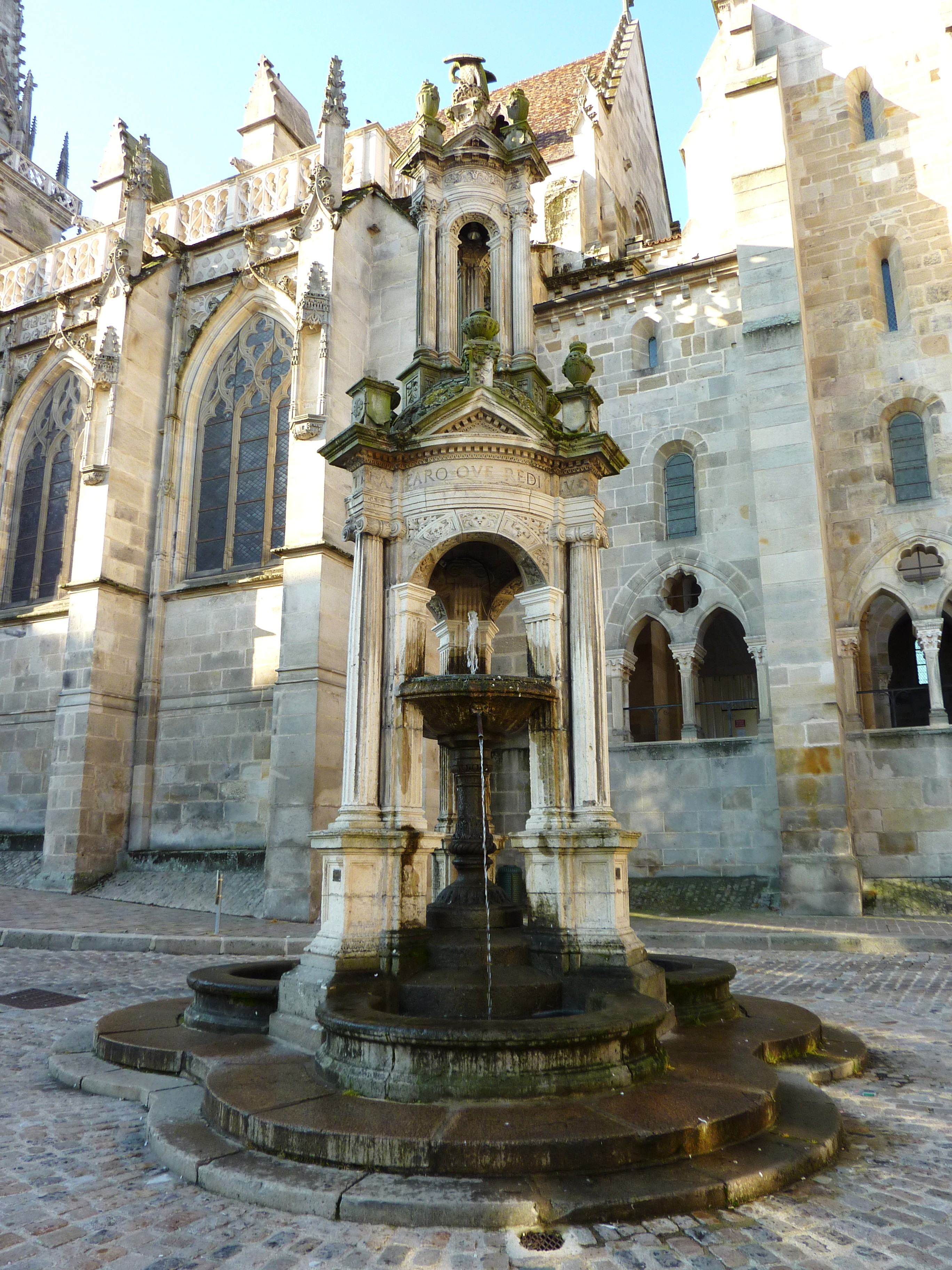
Фонтан Сен-Лазар
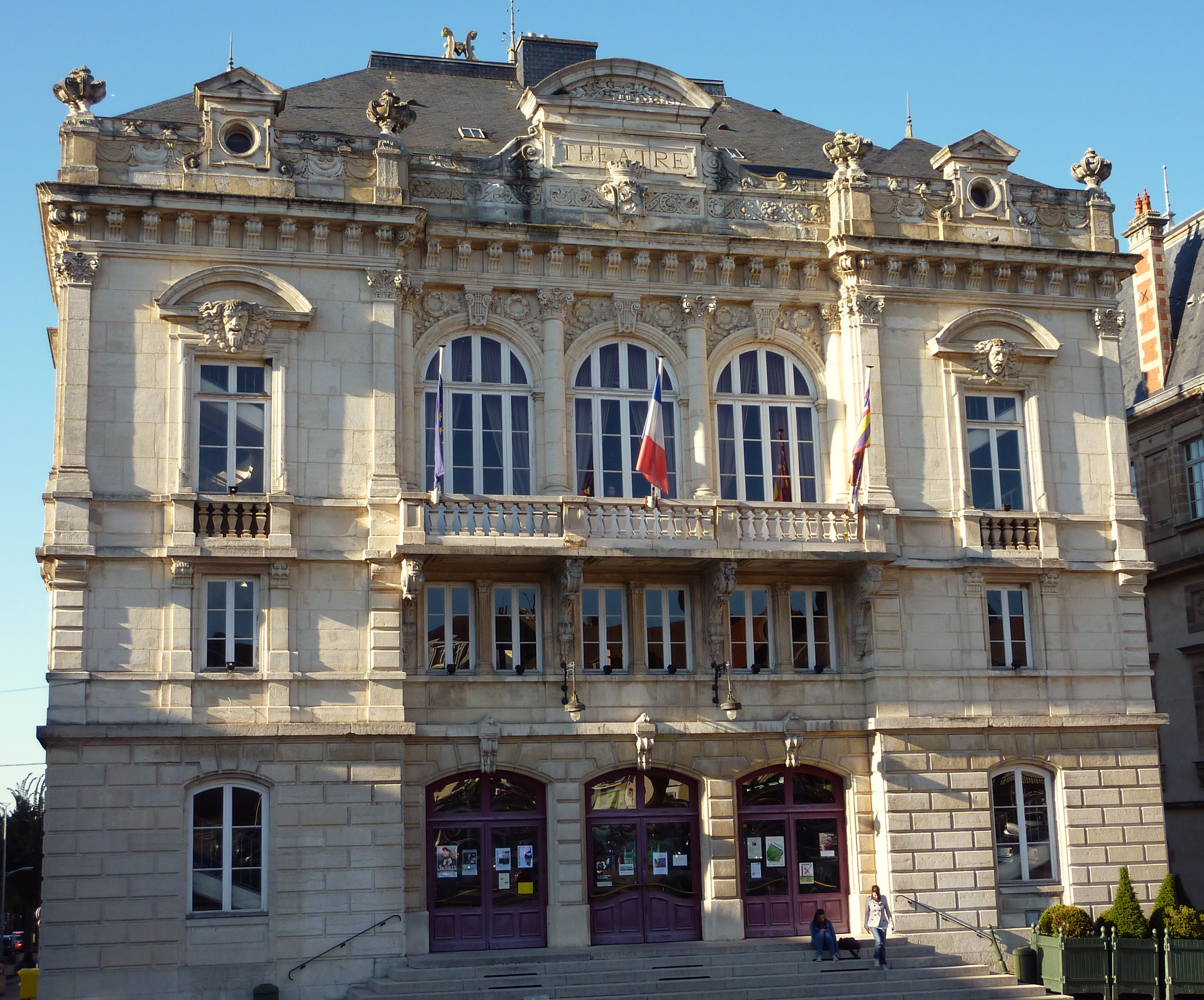
Італійський театр на площі Марсове поле
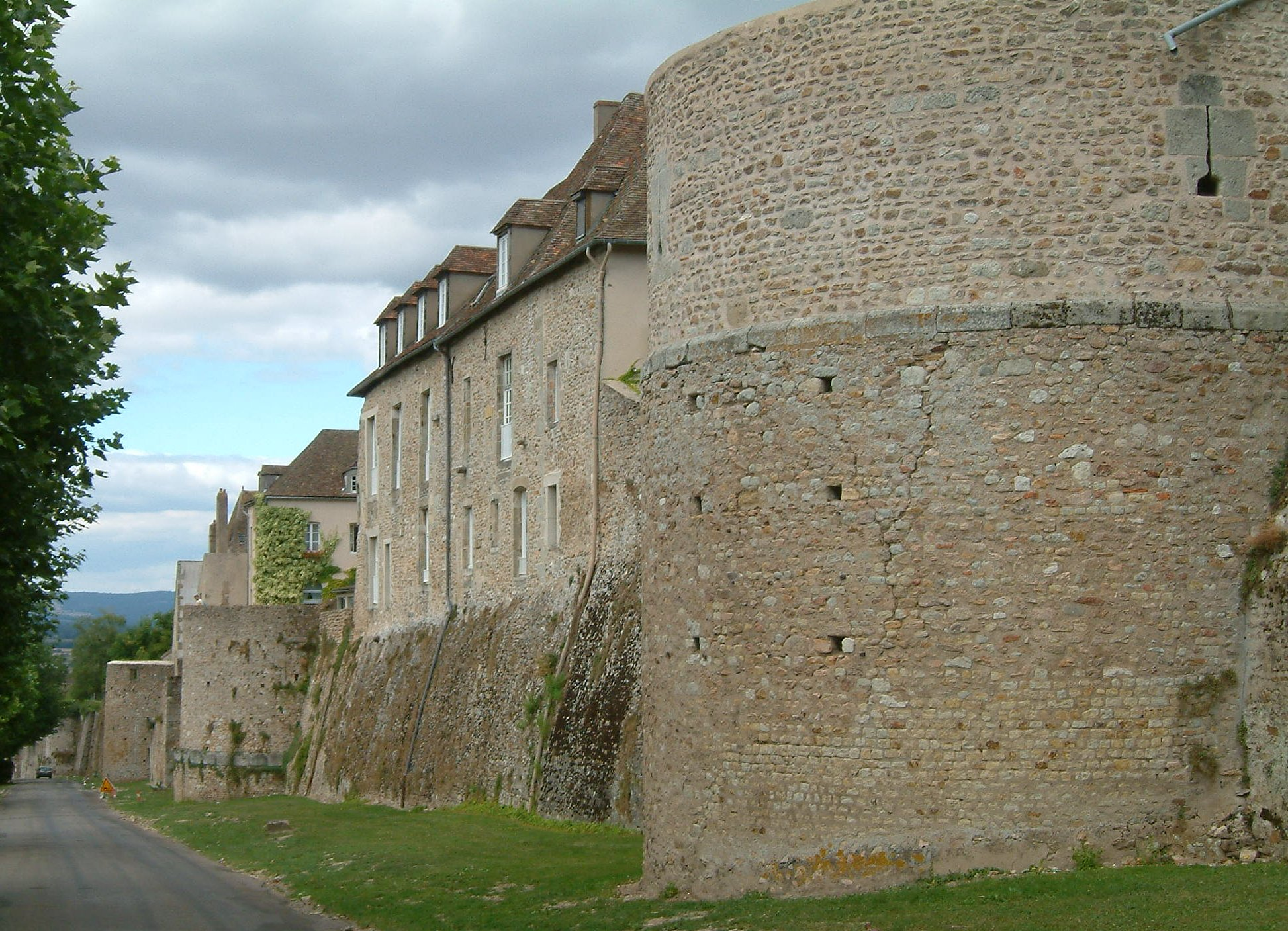
Давньоримські мури
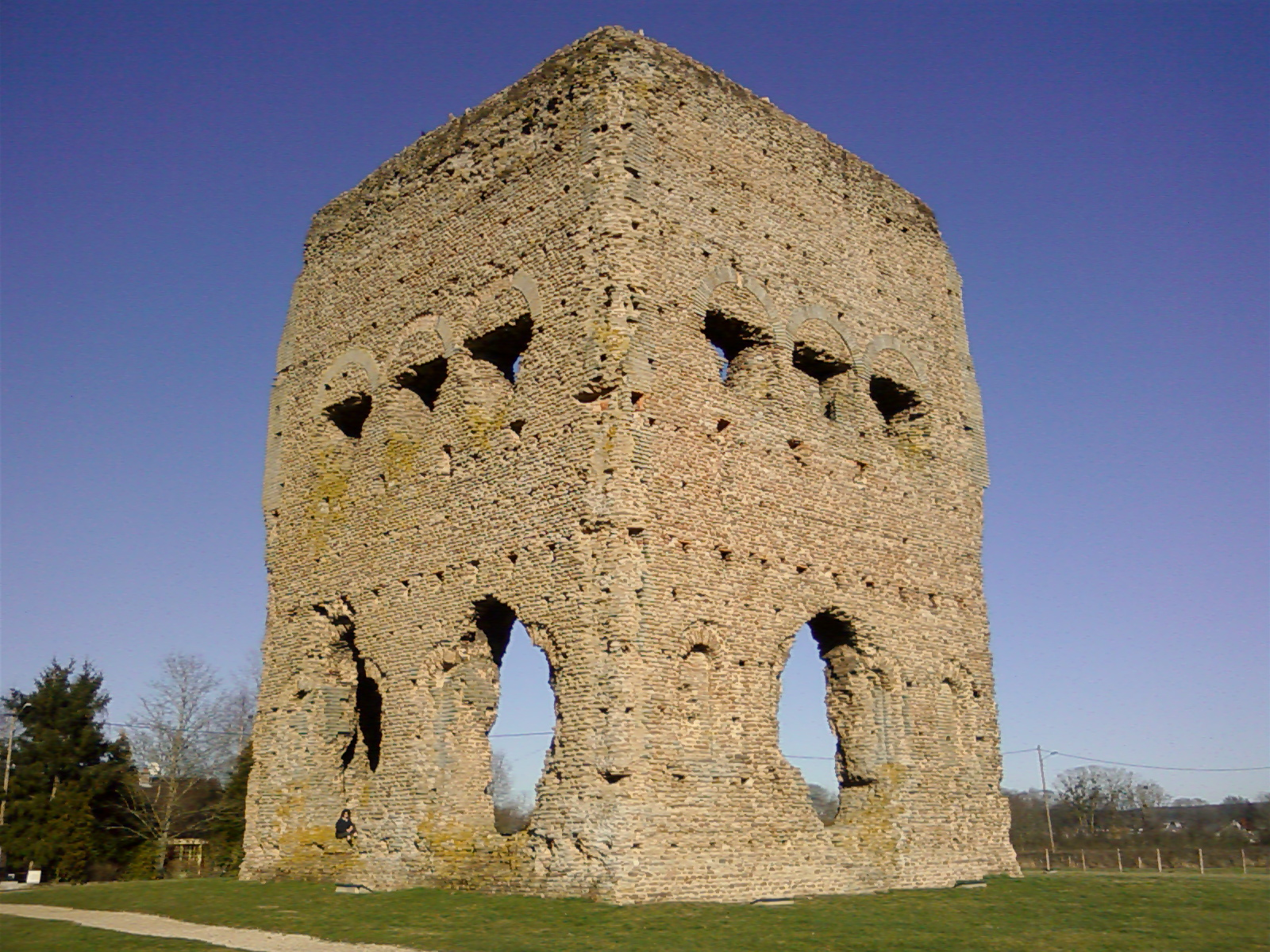
Давньоримський храм Януса
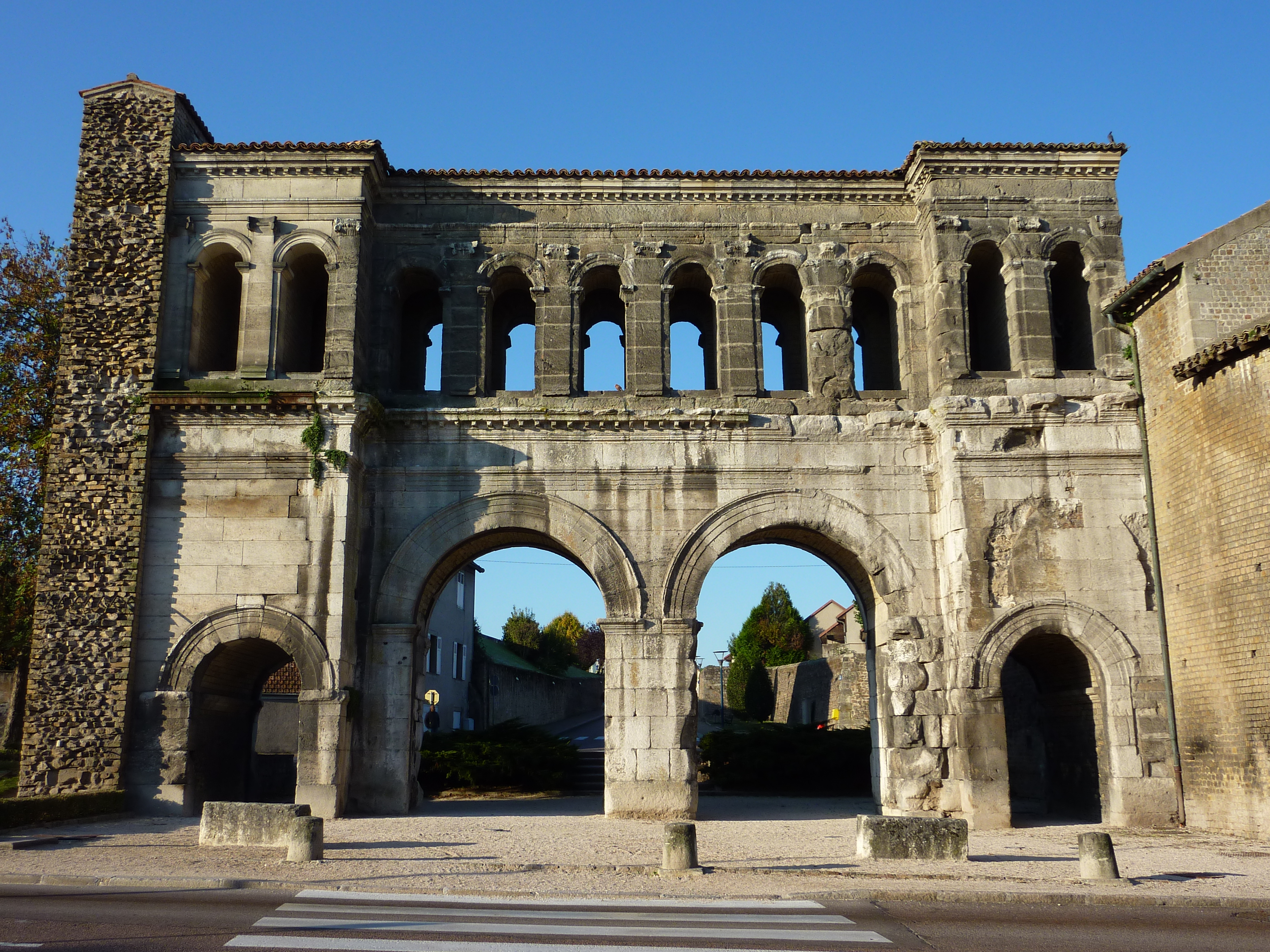
Брама Сен-Андре
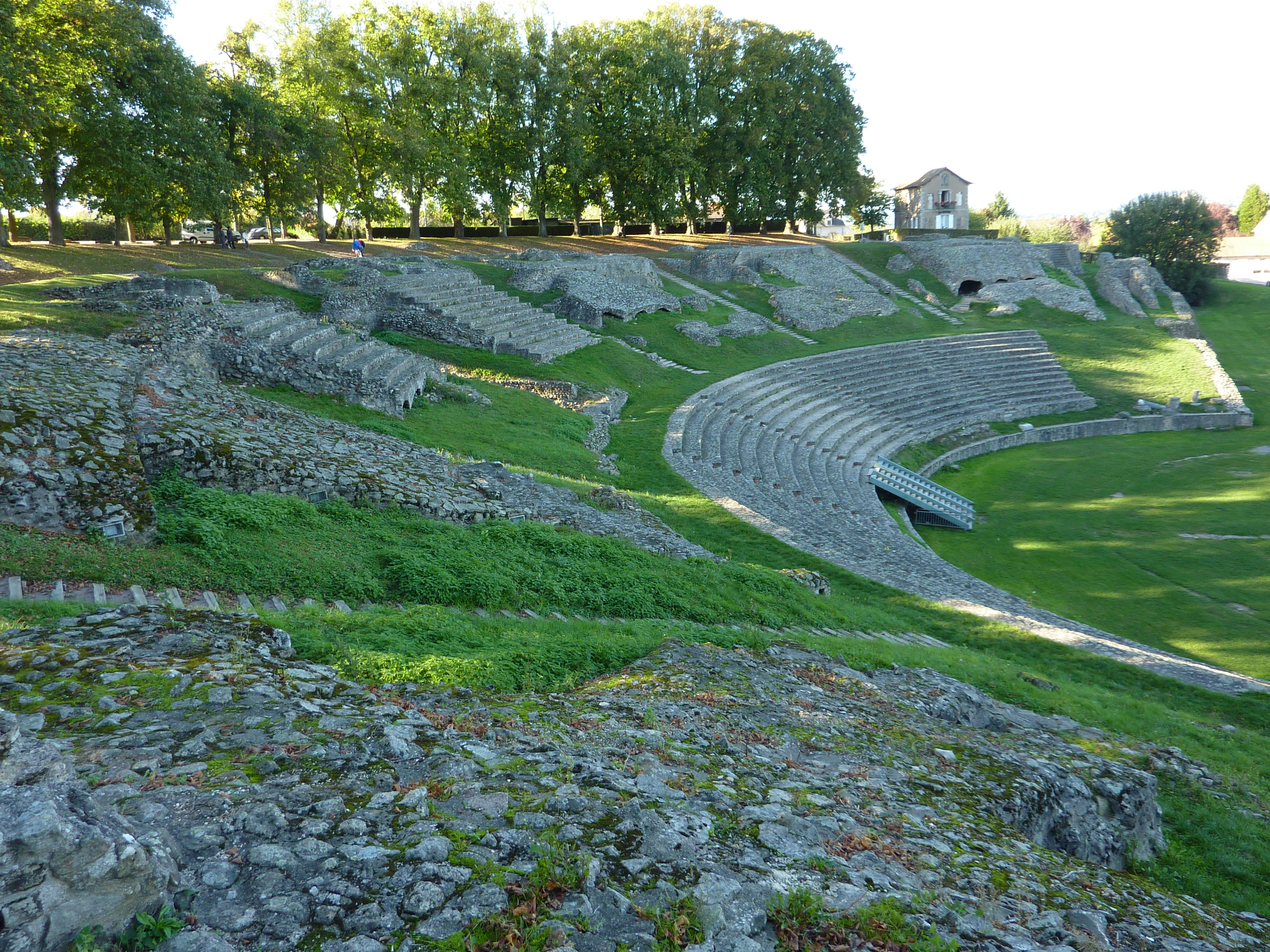
Галло-римський театр
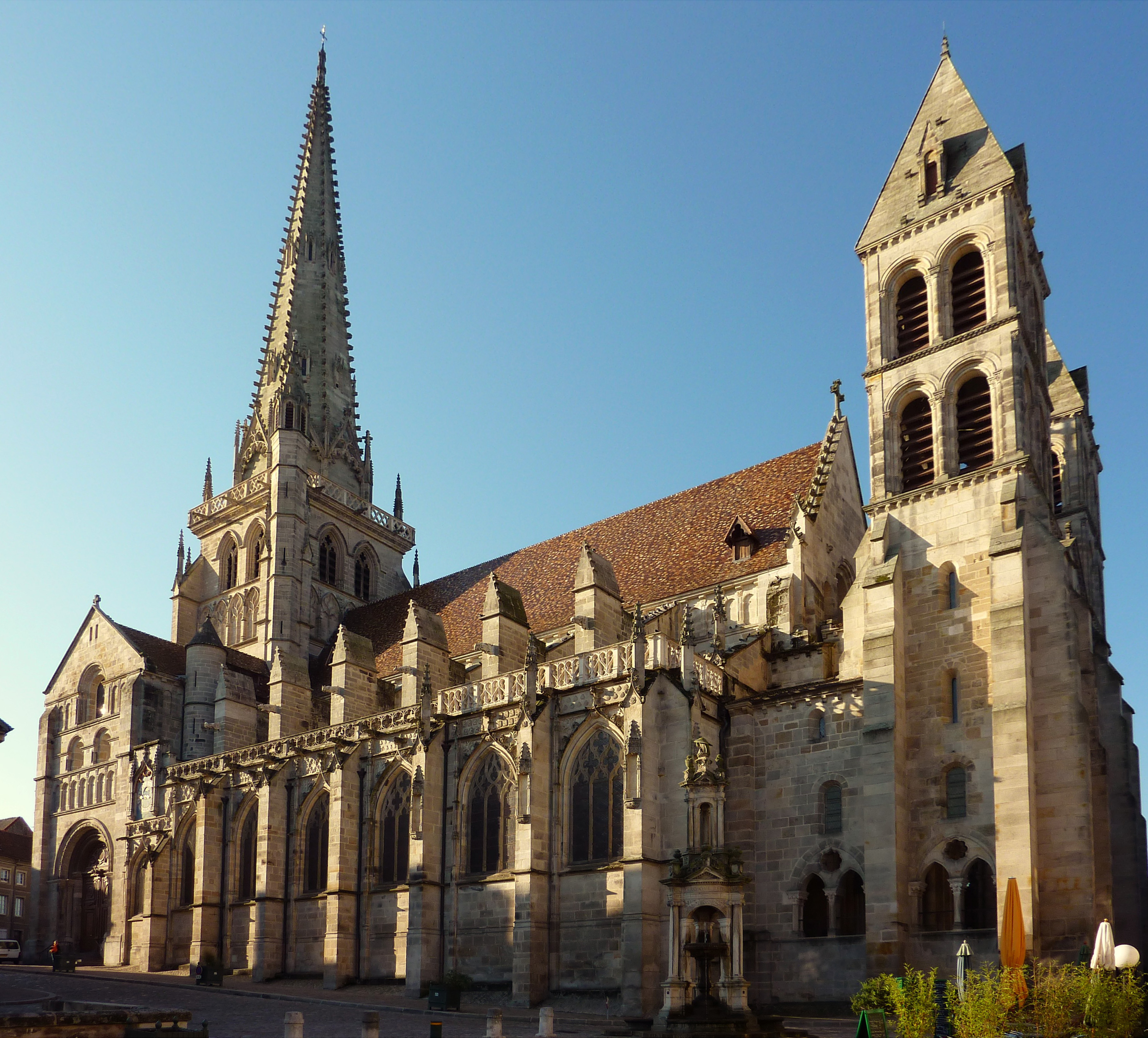
Собор Сен-Лазар
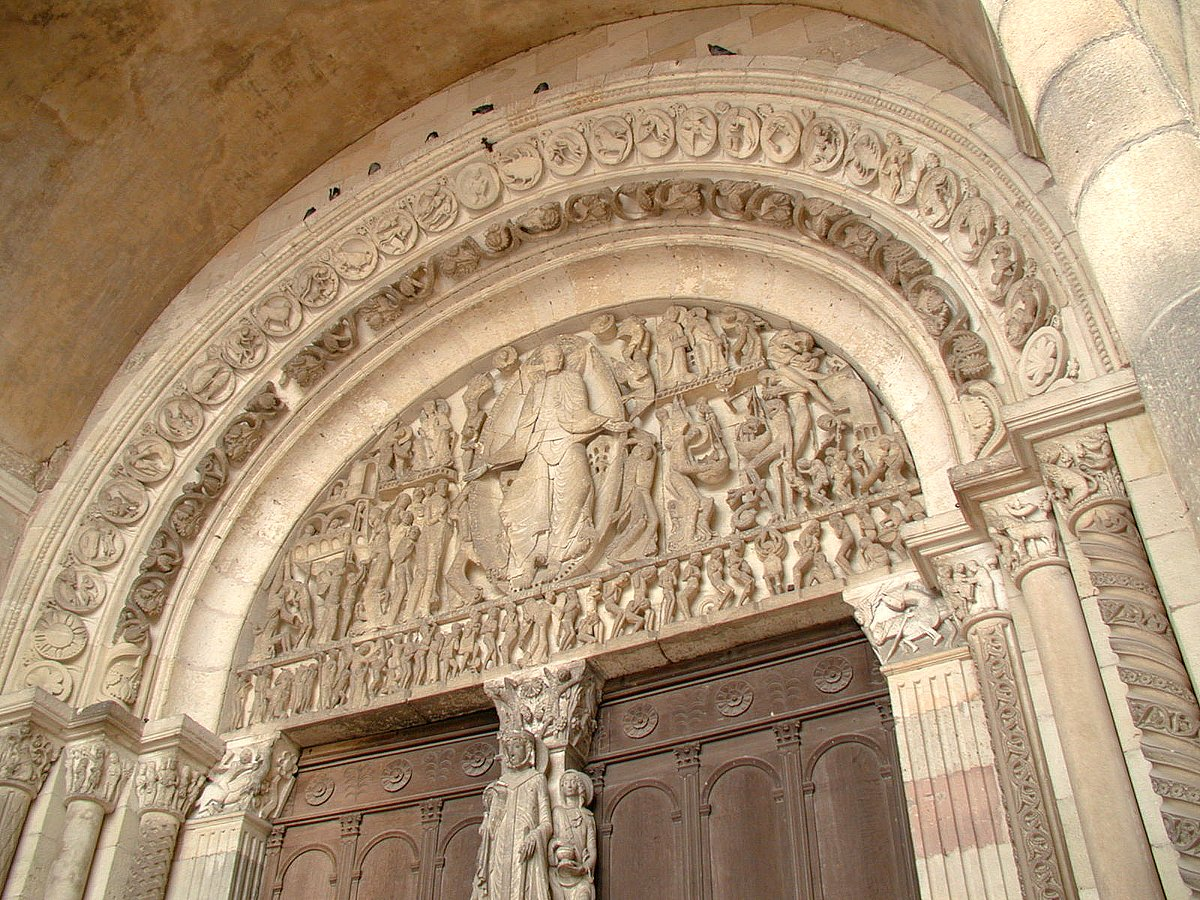
Брама собору Сен-Лазар, XII ст.
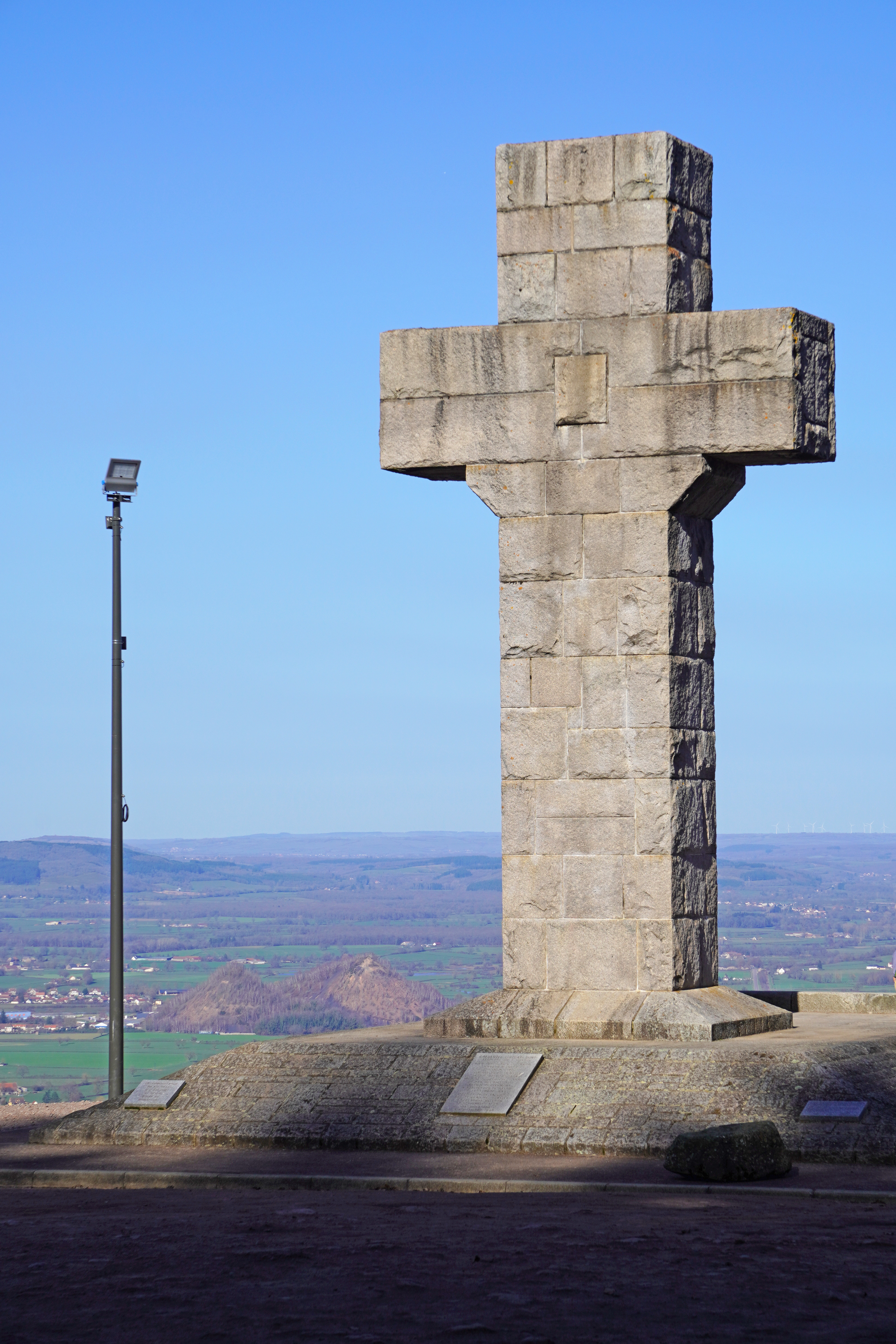
Хрест Звільнення
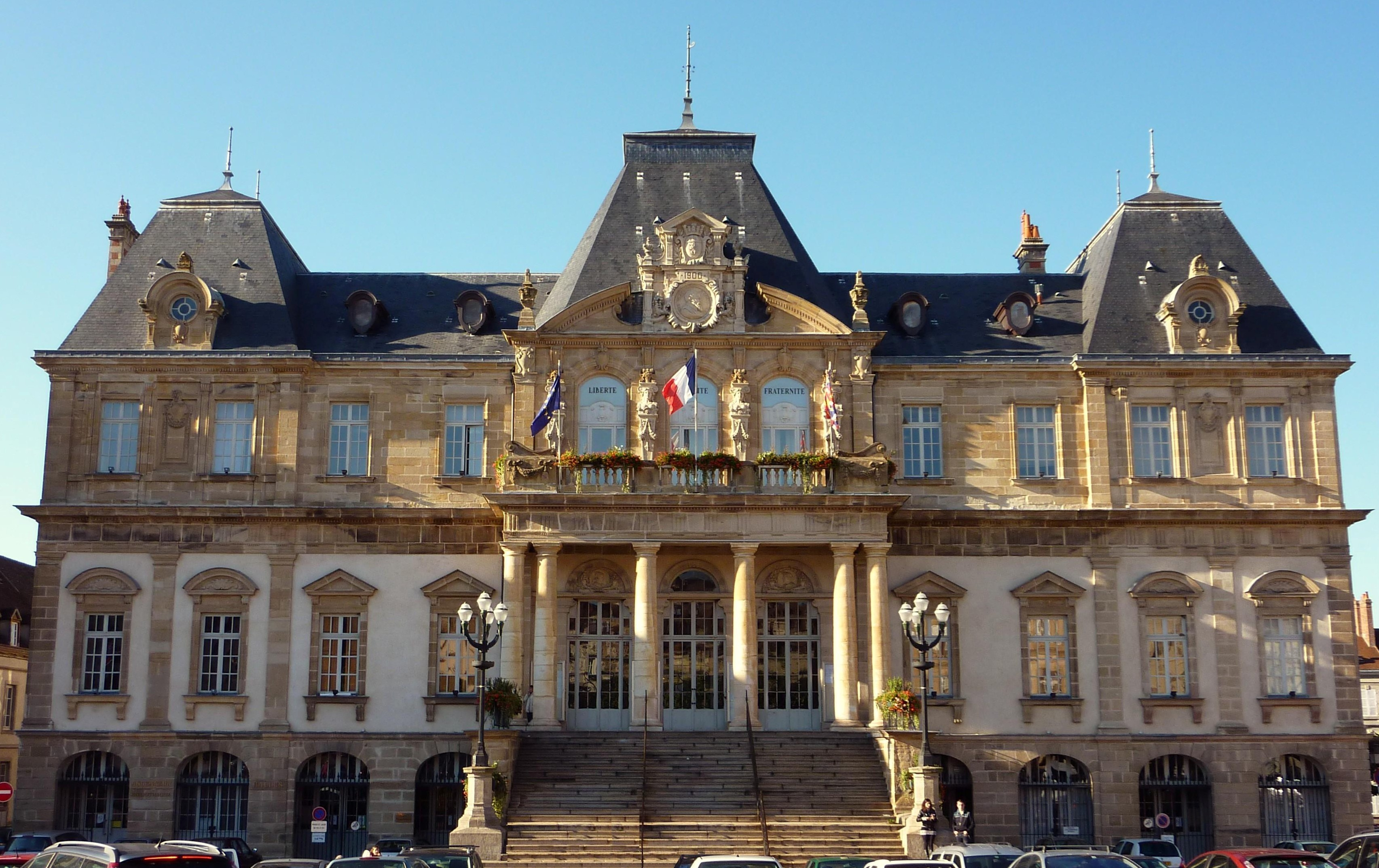
Мерія (1900)
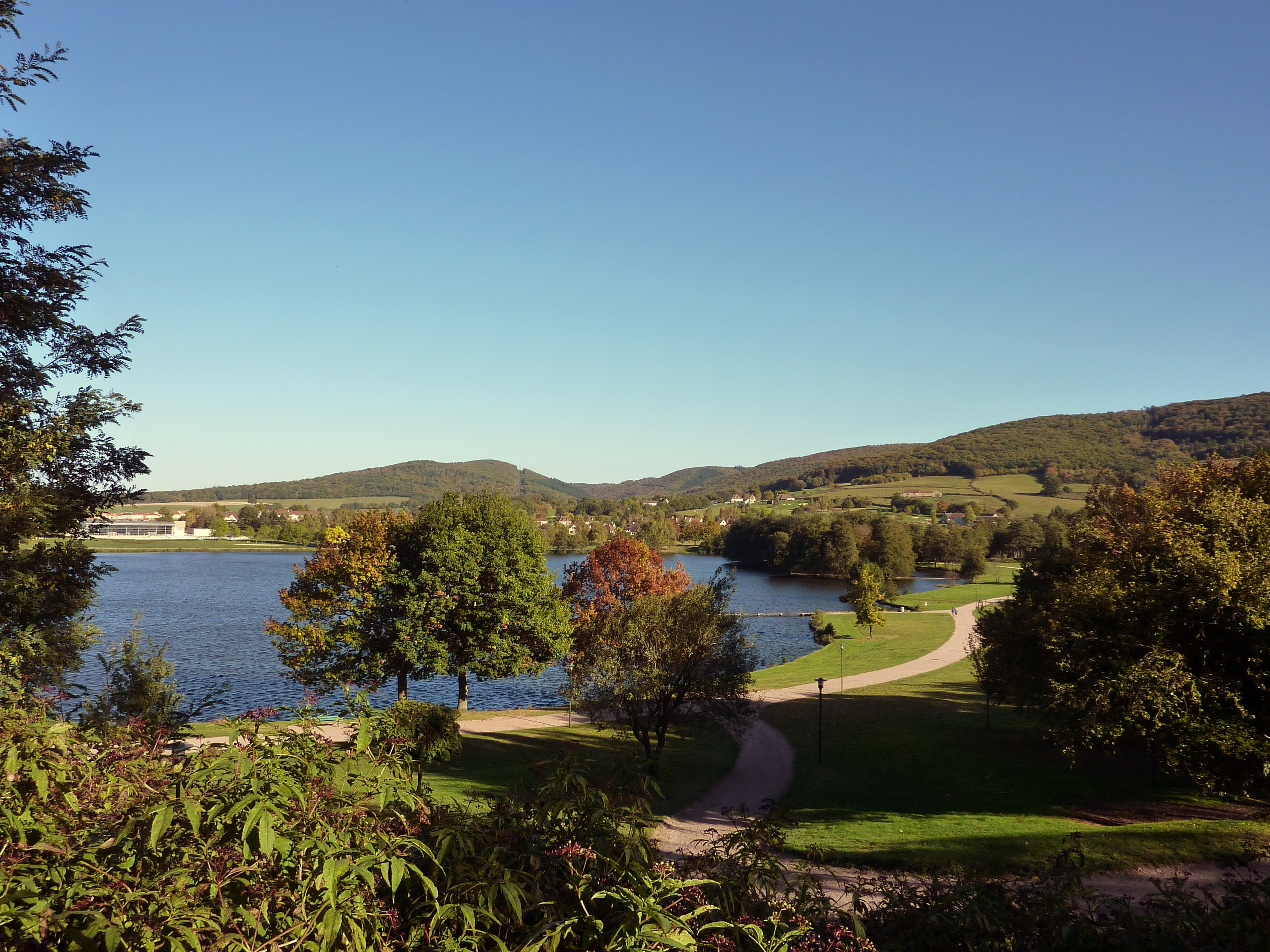
Отенське озеро